# Hopkinsipsylla occulta
Hopkinsipsylla occulta är en loppart som beskrevs av Hamilton Paul Traub 1963. Hopkinsipsylla occulta ingår i släktet Hopkinsipsylla och familjen smågnagarloppor.

## Underarter
Arten delas in i följande underarter:
- H. o. occulta
- H. o. praeceps